# أنطونيو ماسيدا
أنطونيو ماسيدا فرانسيس (بالإسبانية: Antonio Maceda)‏، من مواليد 16 مايو 1957 في ساغونتو، لاعب كرة قدم إسباني سابق.
بدأ مسيرته الكروية مع نادي سبورتنغ خيخون في عام 1974، ولعب معهم حتى عام 1985، وفي عام 1985 انتقل إلى نادي ريال مدريد، ولعب معهم حتى عام 1988.
و قد لعب مع منتخب إسبانيا لكرة القدم 36 مباراة وسجل 8 أهداف.

## وصلات خارجية
- أنطونيو ماسيدا على موقع الاتحاد الدولي (مؤرشف)  (الإنجليزية)
- أنطونيو ماسيدا على موقع الاتحاد الأوربي (الإنجليزية)
- أنطونيو ماسيدا على موقع قاعدة بيانات كرة القدم.إي يو (الإنجليزية)
- أنطونيو ماسيدا على موقع ناشيونال فوتبول تيمز (الإنجليزية)
- أنطونيو ماسيدا على موقع عالم كرة القدم.نت (الإنجليزية)